# Yrjö Soini

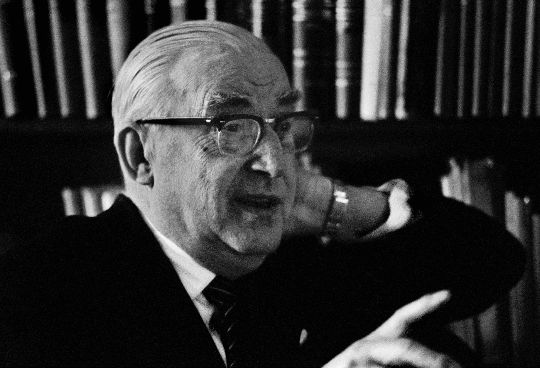
Yrjö Soini år 1966.

Yrjö Vilho Soini (pseudonym Agapetus), född 17 juli 1896 i Hattula, Finland, död 6 februari 1975 i Helsingfors, var en finländsk journalist och författare.

## Biografi
Soini var son till författaren, journalisten och bankdirektören Wilho Soini och Sigrid Ida Helena af Enehjelm. Även hans syster Elsa Soini var författare. Efter gymnasieexamen 1914, gjorde han flera studieresor till olika delar av Europa. Journalistiken slukade emellertid hela hans intresse och han avslutade aldrig sina studier. 
Soini hörde 1919–1923 till de centrala förnyarna vid tidningen Uusi Suomi. Redan hans första reportage – under pseudonymen Agapetus – utpekade honom som en skicklig berättare, vars text var slagkraftig och medryckande. Inte mer än 24 år gammal utnämndes han till redaktionssekreterare vid Uusi Suomi. Han organiserade också en lyckad aktion för tidningens journalister för att förbättra deras levnadsstandard och arbetsvillkor. Denna aktivitet ledde till att han 1928 valdes till ordförande för Finlands journalistförbund, en post han behöll till 1935.
 
Han arbetade också ett drygt tiotal år (1927–1943) som lärare i journalistik för blivande journalister vid Socialhögskolan (sedermera Tammerfors universitet). 
Agapetus författarbana inleddes på 1920-talet först med humoristiska romaner i reportageform och snart också med populära komedier. Han skrev även ett stort antal kåserisamlingar, revyer och andra texter. Såväl pjäserna som de lätta romanerna tjänade i mycket samma underhållande syfte som senare TV-serierna. Hans populäraste arbeten är fortfarande omtyckta och populära för finländarna, delvis också tack vare nya filminspelningar (till exempel Matti Kassilas I Adams kläder och litet i Evas, 1971).
Efter sina många och delvis även överlappande uppdrag arbetade Soini i ett och ett halvt årtionde, 1939–1953, som verkställande direktör för Turistföreningen i Finland. Denna svarade fram till 1970-talet för främjandet av turismen i Finland. Han var även med om att grunda Semesterförbundet, som med stöd av arbetsmarknadsorganisationerna främjade resande och rekreation för hela befolkningen.  

## Utmärkelser
- Riddartecknet av I klass av Finlands Vita Ros’ orden[1]
- Riddare av Dannebrogorden[1]
- Finlands Olympiska förtjänstkors av 1 klass[2]

[Redigera Wikidata]